# Кошечкин, Борис Кузьмич
Бори́с Кузьми́ч Ко́шечкин (28 декабря 1921, Бекетовка, Симбирская губерния — 21 октября 2017, Киев) — советский офицер, танкист, во время Великой Отечественной войны командир танковой роты 13-й гвардейской танковой бригады 4-го гвардейского танкового корпуса 60-й армии 1-го Украинского фронта. Герой Советского Союза (1944). Генерал-майор (2008).

## Биография
Родился 28 декабря 1921 года в селе Бекетовка (ныне в Вешкаймском районе Ульяновской области) в семье служащего. Окончив 7 классов в родном селе, поступил в Ульяновский педагогический техникум. Окончил его в 1937 году, а затем в 1938 году — курсы усовершенствования учителей при Ульяновском государственном педагогическом институте. В 1938—1939 годах работал учителем в Ново-Погореловской неполной средней школе. После окончания учебного года переехал на работу в город Хабаровск. В 1939-40 годах работал на заводе «Энергомаш». Окончил Хабаровский краевой аэроклуб.
В РККА с 1940 года. В 1942 году окончил Казанское танковое училище.
На фронтах Великой Отечественной войны с 1943 года. Участник Курской битвы и освобождения Украины.
Командир танковой роты 13-й гвардейской танковой бригады (4-й гвардейский танковый корпус, 60-я армия, 1-й Украинский фронт) гвардии лейтенант Б. К. Кошечкин отличился в бою 7 марта 1944 года за Тернополь. Проводя разведку в тылу противника, в условиях весенней распутицы вышел на шоссе Збараж—Тернополь и перерезал его. Вклинившись в проходящую колонну противника, уничтожил огнём из танковой пушки, пулемёта и гусеницами много живой силы и боевой техники противника. Затем первым ворвался на танке в город Тернополь, где поджёг два танка и уничтожил противотанковое орудие вместе с расчётом. Был ранен, но мастерски справился с боевой задачей.
Указом Президиума Верховного Совета СССР от 29 мая 1944 года «за образцовое выполнение боевых заданий командования на фронте борьбы с немецко-фашистскими захватчиками и проявленные при этом мужество и героизм», гвардии лейтенанту Кошечкину Борису Кузьмичу присвоено звание Героя Советского Союза с вручением ордена Ленина и медали «Золотая Звезда» (№ 3676).
Член ВКП(б)/КПСС с 1944 года.
После войны поступил в Военную академию бронетанковых и механизированных войск, которую окончил в 1948 году и работал затем старшим преподавателем Киевского высшего военного училища. Служил командиром батальона в Черкассах.
С 1972 года полковник Б. К. Кошечкин — в запасе. Жил в Киеве, где работал старшим инструктором организационного управления Украинского кооперативного союза. После выхода на пенсию, вёл активную общественную работу. По состоянию на 2013 год, являлся членом президиума Международного союза городов-героев СНГ, председателем Киевского союза за дружбу городов-героев.
Указом Президента Украины от 5 мая 2008 года Б. К. Кошечкину присвоено звание «генерал-майор».

## Награды и звания
- Герой Советского Союза (29 мая 1944);
- орден Ленина (29 мая 1944);
- орден Отечественной войны I степени;
- два ордена Красной Звезды;
- медали.
- Почётный гражданин городов Тернополь и Шепетовка[1].

## Память
- У Обелиска «30 лет Победы» в Ульяновске есть мемориальная доска с именем Героя.

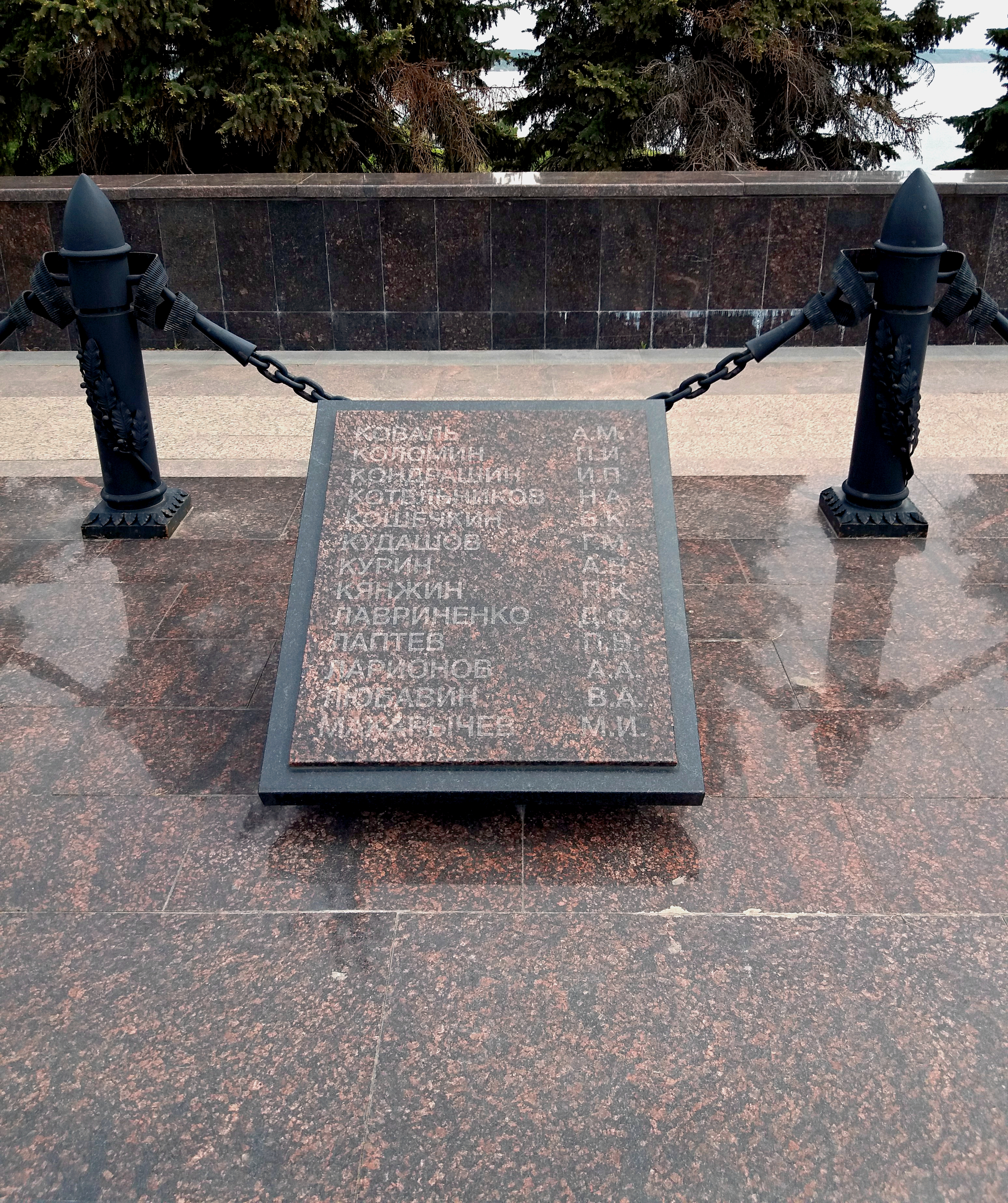
Мемориальная доска с именем Героя.